# Clymenella complanata
Clymenella complanata är en ringmaskart som beskrevs av Hartman 1969. Clymenella complanata ingår i släktet Clymenella och familjen Maldanidae. Inga underarter finns listade i Catalogue of Life.